# Dušan Bordon
Dušan Bordon  (Trst, 16. prosinca, 1920. – Caprese Michelangelo, 13. travnja, 1944.), bio je jugoslavenski partizan, ubijen u borbi u Italiji.

## Životopis
Istarski student, deportiran je u fašistički konc-logor Renicci di Anghiari, kraj Arezza. Poslije Kapitulacije Italije čuvari su napustili logor i Bordon se pridružio Talijanskim partizanima u Apeninima. 
Ubijen je 13. travnja, 1944. u sukobu blizu Caprese Michelangela.